# Kanton Saverdun
Der Kanton Saverdun ist ein ehemaliger französischer Wahlkreis im Département Ariège und in der Region Midi-Pyrénées. Er umfasste 14 Gemeinden im Arrondissement Pamiers; sein Hauptort (frz.: chef-lieu) war Saverdun. Die landesweiten Änderungen in der Zusammensetzung der Kantone brachten im März 2015 seine Auflösung.
Der Kanton Saverdun war 206,56 km² groß und hatte 11.539 Einwohner (Stand: 2012).

## Gemeinden
| Gemeinde             | Einwohner (Stand: 2022) | Code postal | Code Insee |
| -------------------- | ----------------------- | ----------- | ---------- |
| La Bastide-de-Lordat | 310                     | 09700       | 09040      |
| Brie                 | 206                     | 09700       | 09067      |
| Canté                | 212                     | 09700       | 09076      |
| Esplas               | 105                     | 09700       | 09117      |
| Gaudiès              | 235                     | 09700       | 09132      |
| Justiniac            | 58                      | 09700       | 09146      |
| Labatut              | 177                     | 09700       | 09147      |
| Lissac               | 240                     | 09700       | 09170      |
| Mazères              | 3866                    | 09270       | 09185      |
| Montaut              | 694                     | 09700       | 09199      |
| Saint-Quirc          | 369                     | 09700       | 09275      |
| Saverdun             | 4808                    | 09700       | 09282      |
| Trémoulet            | 105                     | 09700       | 09315      |
| Le Vernet            | 693                     | 09700       | 09331      |